# Xiǎn
Xiǎn (獫 (kinesiska), Xigou (細狗) / Xiquan (細犬)) är en hundras från provinsen Shanxi i norra Kina. Den är en korthårig vinthund med uråldriga anor. Traditionellt har den använts som jakthund för hetsjakt. Rasen erkändes nationellt av China Kennel Union (CKU) 2017.